# Spermarhă
Spermarha—numită și semenarha—este prima ejaculare a unui băiat aflat la pubertate. Este corespondenta menarhei fetelor. Funcție de educație, diferențe culturale și cunoștințe prealabile despre sexualitate, băieții pot avea reacții diverse față de spermarhă, de la frică la entuziasm. Spermarha este unul din primele evenimente din viața unui mascul care conduc la maturitate sexuală. Ea are loc la vremea în care încep să se dezvolte caracteristicile sexuale secundare. Vârsta spermarhei nu este ușor de determinat. Totuși, cercetătorii au încercat să determine această vârstă la diverse populații prin a lua probe de urină pentru a detecta prezența spermatozoizilor. Prezenta spermei în urină este numită spermaturie.

## Vârsta
1986 Year Book of Pediatrics afirma „Fish [Hirsch - n.n.] et al. (J. Adolesc. Health Care 6:35, 1985) au sugerat că spermarha este prezentă la 38% din băieți la 12 ani și la 70% din băieți la 13 ani.”
Caroline Sahuc redă intervalul de vârste de 10-16 ani pentru spermarhă.
| Etnicitate         | Vârstă |
| ------------------ | ------ |
| Albi               | 12.6   |
| Negri              | 12.0   |
| Mexicani Americani | 13.0   |

Conform lui Moshang, stadiul genital Tanner 3 implică spermarha.
Planned Parenthood afirmă că vârsta spermarhei este între 10 și 12 ani, „deși la unii începe ceva mai devreme iar la alții ceva mai târziu.”

## Context
Într-un studiu, băieții au fost întrebați asupra circumstanțelor în care au avut prima ejaculare. Cel mai frecvent, aceasta a avut loc prin poluție nocturnă ( vis umed ), la un număr semnificativ având loc prin masturbare, care este foarte frecventă la acea vârstă. Mai puțin frecvent, prima ejaculare a avut loc prin contact sexual cu un partener.